# Lac Spirit (Yukon)
Pour les articles homonymes, voir Spirit.
Le lac Spirit est un lac du sud du Yukon au Canada. Il se situe à 116 km de Skagway, au nord de Carcross, à 70 km de Whitehorse le long de la Klondike Highway, à proximité du lac Emerald. 
Ses eaux sont de couleur vert émeraude et les trous ressemblant à des cratères à la base du lac ont été formés par le retrait des glaciers à la fin de la période glaciaire. 